# Tom Liekens
Tom Liekens (Bonheiden, 4 april 1977) is een Belgisch kunstschilder, houtgraveerder, collagemaker, decorontwerper en curator. Hij woont en werkt in Antwerpen.
In zijn werken creëert hij een sprookjeswereld voor volwassenen bevolkt door dieren, mensen en hybride figuren in een natuurlijke omgeving, met verwijzingen naar de kunsthistorie of de actualiteit.
Zijn werk is opgenomen in verschillende privécollecties en openbare collecties in België en het buitenland.

## Biografie

### Jeugd
Tom Liekens groeide op in Heist-op-den-Berg. Zijn vader was leraar chemie en biologie en had thuis een rariteitenkabinet met opgezette dieren en organismen op sterkwater. Als kind bezocht hij kunstmusea, dierentuinen en natuurhistorische musea. Hij was gefascineerd door dieren en biologie. Deze jeugdherinneringen zouden de basis van zijn later werk vormen.

### Studies
Liekens volgde wetenschappen-wiskunde aan het Heilig-Hartcollege in Heist-op-den-Berg. In 1995 begon hij zijn studies Vrije Kunsten Schilderen aan de Koninklijke Academie voor Schone Kunsten in Antwerpen, waar hij les kreeg van Fred Bervoets. Hij behaalde in 1999 het diploma van Master in de Schilderkunst. In het zelfde jaar kocht de academie zijn werk “De Mammoet”.

### Kunstenaar
Tijdens zijn afstudeerproject zaten naast Fred Bervoets ook de galeriehouder Adriaan Raemdonck en de kunstenaar Ysbrant in de jury. Adriaan Raemdonck stelde hem voor om in zijn galerij “De Zwarte Panter” te exposeren. Hierdoor kon Tom Liekens onmiddellijk na zijn studies aan de slag als professioneel kunstenaar. Hij vestigde zich in Antwerpen. Bervoets en Ysbrant bleven zijn mentors. Met een aantal vrienden uit de academie richtte hij het kunstenaarscollectief Placenta op dat tentoonstellingen in leegstaande ruimtes in Antwerpen organiseerde.
Het werk van Liekens werd snel opgemerkt. Hij kon naast tentoonstellingen bij de Zwarte Panter deelnemen aan verschillende groeps- en solotentoonstellingen in België en Nederland. In 2005 werd hij genomineerd voor de Prijs voor Beeldende kunst van de Provincie Antwerpen. In 2006 won hij de Camille Huysmansprijs voor schilderkunst. Hij ging tevens les geven aan de Stedelijke Academie voor Beeldende kunst in Herentals en later ook in het Stedelijk Onderwijs in Antwerpen.

### Spitsbergen
In de zomer van 2007 werd Tom Liekens samen met 6 andere kunstenaars uitgenodigd om met leden van de vakgroep Polaire Ecologie van de Universiteit Antwerpen deel te nemen aan een expeditie naar Spitsbergen. De tekeningen en aquarellen die hij daar maakte verwerkte hij nadien tot grote schilderijen en bleven een terugkerend thema in zijn werk.

### De mens als hoofdfiguur
Tot 2010 kwam de mens nauwelijks voor in zijn werk en dan nog eerder als bijfiguur, het waren vooral dieren die centraal stonden. Tijdens een kunstenaarsresidentie in Berlijn in 2010 begon Liekens levensgrote zelfportretten te schilderen die hij later in zijn werken opnam. Sindsdien behoort de menselijke figuur tot de de hoofdfiguren van zijn werk.

### Houtsnedes
Tijdens een kunstenaarsresidentie in 2011 in het Frans Masereel Centrum in Kasterlee leerde Liekens op een autodidactische wijze houtsneden maken. Dit bood nieuwe mogelijkheden voor zijn kunst. Met afdrukken van houtsneden begon hij collages van mensen en dieren te maken op een achtergrond van gestempelde geïnkte takken en planten. Dit liet hem toe om grotere werken te maken, sommige van monumentaal formaat.

### Theaterdoeken
Vanaf 2012 kreeg Liekens opdrachten om theaterdoeken te maken. Sommige van deze doeken waren monumentaal met afbeeldingen van 12 op 8 meter. Hij beschouwt een aantal van deze theaterdoeken als grote schilderijen en deel van zijn oeuvre.

### Curator
Sinds 2014 is hij een regelmatig gevraagd curator van tentoonstellingen die in de lijn liggen van zijn thematiek. In 2014 organiseerde hij samen met Frank Herreman de tentoonstelling "Het Wonderkabinet" in Gent. Zij stelden aan de hand van 350 objecten uit de verzameling van de universiteit een rariteitenkabinet samen, dat aangevuld werd met oude gravures van Ensor, Goya en Piranesi en werk van moderne kunstenaars, waaronder Fred Bervoets en Liekens zelf. Met de tentoonstelling “'A Belgian Politician" in 2015, die hij samen met Lieven Segers organiseerde, gaf hij aan de hand van schilderijen van 100 hedendaagse kunstenaars een reactie op de aanklacht voor plagiaat tegen Luc Tuymans. In "Het Wilde Westen, van Buffalo Bill tot Bobbejaan" uit 2017 toonde hij een realistisch historisch beeld van het Wilde Westen aan de hand van objecten, afbeeldingen en films in contrast met geromantiseerde en gedramatiseerde voorstellingen door hedendaagse kunstenaars. In 2024 was Liekens met Glenn Geerinck curator van "Hybriden" in De Warande in Turnhout, een tentoonstelling over mythische wezens uit fabels en legenden aan de hand van artefacten, archeologische vondsten uit collecties van verschillende musea en schilderijen van barok tot hedendaagse kunst.

### Corona
Tijdens en na de coronaperiode werd zijn werk apocalyptischer en grimmiger met verwijzingen naar actuele problemen. In zijn recente werken verschenen gewelddadige scenes van dieren, mensen in bontjassen of verkleed als dieren.

## Oeuvre
Liekens beschouwt zich zelf als een kunstenaar die de traditie van oude meesters zoals Van Eyck en Rubens verder zet in een hedendaagse vorm. Zijn werk bevat dikwijls kunst- en cultuurhistorische verwijzingen. Met zijn werken wil hij verwondering bij de toeschouwer uitlokken.
Tom Liekens is gefascineerd door de natuur en dieren, in het bijzonder door de fantasierijke voorstellingen van dieren in de kunstgeschiedenis, sprookjes, mythen en films, maar ook in hun conflictueuze relatie met de mens, zoals in het circus, de dierentuin het rariteitenkabinet en vooral de jacht- en visvangst. Hij maakt ook schilderijen en collages van dieren zoals dinosauriërs of King Kong, die universeel gekend zijn, maar nauwelijks in de schilderkunst voorkomen. De herdershond is een terugkerende figuur in zijn werk, aanvankelijk een verwijzing naar een pelgrim, maar later ook in de contradictie van zowel het trouwe huisdier als de angstaanjagende hond van bewakers en veiligheidsdiensten. Hij vindt ook inspiratie in de eigen omgeving. Soms is hij zelf te zien als personage of beeldt hij personen uit zijn directe omgeving af, zoals de schaatskampioene of een bevriend acteur.
Aanvankelijk was de mens niet of nauwelijks aanwezig in zijn werk. Sinds 2010 neemt de mens een prominente plaats in naast dieren, mythische figuren of hybride wezens van half mens en half dier, mensen met een dierenmasker, met een bontjas of verkleed als dier. Mythes van vermenging van mens en dier komen onder andere voor in zijn reeksen rond Leda en de Zwaan en Actaeon. Sinds de coronacrisis werd zijn werk dreigender en gewelddadiger met verwijzing naar actuele thema's zoals de strenge handhaving van de coronamaatregelen, de gevolgen van de klimaatverandering voor de dieren in het poolgebied, de moord op George Floyd, de bijensterfte, de oorlog in Oekraïne, milieurampen, machtsvertoon en decadentie.
Tom Liekens werkt in reeksen. Zijn oeuvre bestaat hoofdzakelijk uit schilderijen, collages van houtsneden en etsen. Zijn grafisch werk en zijn schilderijen sluiten bij elkaar aan. Zijn voorbereidend werk maakt hij aan de hand van aquarellen. In zijn houtsneden worden de figuren zeer gedetailleerd met een beitel in het hout gegraveerd. Van de prints maakt hij collages met een achtergrond van collages van structuurafdrukken van geïnkte echte bladeren, takken en schors die voor de illusie van een bos zorgen of van monoprints op basis van diverse geïnkte voorwerpen. Hij maakt naast kleinere doeken ook monumentale werken, waarvan sommige aanvankelijk geconcipieerd waren als toneeldecor. Hij werkt zowel met een levendig kleurenpalet als in zwart-wit. Zijn werk is bijzonder gedetailleerd, schijnbaar realistisch, maar bevatten soms onnauwkeurigheden in het belang van het eindresultaat en gebaseerd op een zeer nauwgezette analyse van het onderwerp.

## Musea en collecties (selectie)
- Museum van Hedendaagse Kunst Antwerpen[25]
- Belfius collectie
- Nationale Bank België[26]
- Hogeschool Artesis, Antwerpen
- Universiteit Antwerpen
- Museum De Reede, Antwerpen[27]
- Museum Plantin-Moretus, Antwerpen
- Kunstcollectie Provincie Antwerpen
- Museum van Bommel van Dam, Venlo[28]
- Museum Hedendaagse Kunst De Domijnen, Sittard[29]
- The Phoebus Foundation[30]

## Theaterdecors
- 2019: De Onzichtbaren, Tutti Fratelli [15]
- 2018: Egmont, Antwerp Symphony Orchestra en vzw Het Banket[31]
- 2016:  Addio Amor, Tutti Fratelli[32]
- 2015: Ten Huwelijk, Tutti Fratelli[33]
- 2012: Onvoltooid Verleden, Toneelhuis Olympique Dramatique[33]

## Curator
- 2025: Er was eens.., CC De Werft, Geel (met Glenn Geerinck)[34]
- 2024: Viewmaster, Masterview van het Stedelijk Deeltijds Kunstonderwijs, Zuiderpershuis, Antwerpen[11]
- 2024: Hybriden, samengestelde wezens uit fabels, mythen en legenden, CC De Warande, Turnhout (met Glenn Geerinck)[35]
- 2023: Zandgrond, Hedendaagse kunst vanuit Jakob Smits, CC De Warande Turnhout (met Glenn Geerinckx, Karen Delfosse en Toon Horsten)
- 2022: STORMloop, Herentals[36]
- 2020: MONO, Come up and see my prints!, Jacob Smitsmuseum, Mol[37]
- 2017: Het Wilde Westen, Van Bufallo Bill tot Bobbejaan, Venetiaanse Gaanderijen, Oostende en CC De Warande Turnhout, (met Frank Herreman)  [21]
- 2015: A Belgian Politician, Marion de Cannière Art Space, Antwerpen (met Lieven Segers)[19]
- 2014: Wonderkabinet, Universiteit Gent (met Frank Herreman)[17]
- 2007: Welcome Home: Hommage aan Fred Bervoets, Muhka, Antwerpen (met Johan Pas, Vaast Colson, Dennis Tyfus)[38]

## Publicaties (selectie)
- 2024: Hybriden, samengestelde wezens uit fabels, mythen en legenden, auteurs: Leen Huet, Frank Herreman  [39]
- 2023: Tom Liekens, Once Upon in the Forest, auteurs: Annelies Nagels, Jeroen Olyslaegers, Hildegard Van de Velde  [24]
- 2020: Tom Liekens, Dog Years, auteurs Marjan Doom, Dirk Draulans, Jeroen Olyslaegers[40]
- 2016: Tom Liekens, Lust for Life, auteur Frank Herreman [41]
- 2015: Tom Liekens: paintings 2004-2014, auteurs: Tom Liekens,  Marc Ruyters, Dirk Draulans [42]
- 2014: Tom Liekens, auteurs: Marc Ruyters, Dirk Draulans [43]
- 2010: Tom Liekens : Menschen : Tieren : Sensationen : Schilderijen 2009-2010, auteur: Kurt Van Eeghem[44]
- 2009: Panorama: paintings 2006-2009, auteurs Pieter Vermeulen, Sara Weyns [45]
- 2008: Spitsbergen, Caroline Coolen-Diego Franssens –Tom Liekens, auteurs: Louis Beyens, Menno Meewis , Johan Terryn[46]
- 2005: Souvenirs Exotiques: paintings 1999-2005, auteur: Tom Liekens[47]

## Solotentoonstellingen[48]

### Galerie De Zwarte Panter (Antwerpen)
- 2024: Actaeon
- 2022: Once Upon a Time in the Forest
- 2020: Dog Years
- 2018: One Million Years BC
- 2016: Lust For Life
- 2014: Taxidermist
- 2003: Hometraining
- 2002: Madagaskar
- 2000: Weekdieren

### Andere solotententoonstellingen (selectie)
- 2024: Underneath The Pines, Kloser Contemporary Art, Kamthout
- 2023: Violent Times, De Halle, CC De Werft, Geel
- 2021: Sauvage, CC De Bijl, Zoersel
- 2021: Reptile Room, Galerie Bart, Amsterdam
- 2019: Tom Liekens in Het Duivelsteen, Geraard De Duivelsteen, Gent
- 2019: Het Einde van een Sombere Dag, Hugo Voeten Art Centre, Herentals
- 2017: The Land that Time forgot, Light Cube Art Gallery, Ronse
- 2015: Delacroix’s Dream, CC Hasselt
- 2015: Serres Chaudes, Nationale Plantentuin, Meise
- 2014: Das Boot (met Stefan Serneels), CC Zwaneberg Heist-op-den-Berg
- 2013: The Trophy, CyprusGalerie, Leuven
- 2013: The Study, Huis Happaert, Antwerpen
- 2012 Serres Chaudes, Gemeentemuseum Herman Teyrlinckhuis, Beersel
- 2011: Chaos Heerst, kerk van de Paters Dominicanen, Antwerpen
- 2010: Menschen, Tiere, Sensationen, CC De Warande, Turnhout
- 2009: Birds, Galerie Wilms, Venlo
- 2009: Panorama, Works on Canvas, Les Bains::Connective, Vorst / Brussel
- 2009: Panorama, Works on Paper, Actionfields, Brussel
- 2008: Nature Morte, Galerie Smits, Amsterdam
- 2007: Fight Fire with Fire, Anouk Villain Art-Gallery, Diepenbeek
- 2005: Souvenirs Exotiques, Zoo Antwerpen
- 2001: Goeiemorgen!, Anouk Villain Art-Gallery, Diepenbeek
- 1999: Fossielen, CC Zwaneberg, Heist-op-den-Berg

## Groepstentoonstellingen[48]
Tom Liekens nam in de periode 1999-2024 deel aan ongeveer 65 groepstentoonstellingen in België en in het buitenland met zijn schilderijen, houtsneden, collages en aquarellen, waaronder meerdere in het MHKA in Antwerpen, CC De Warande in Turnhout, De Brakke Grond in Amsterdam, CC Mechelen, CC Zwaneberg in Heist-op-den-Berg en het STAM in Sint-Niklaas. Daarnaast exposeerde hij onder andere in het Museum Tongerlohuys in Roosendaal, Muzee in Oostende, Museum van Academie van Tian-Jing, de Verbeke Foundation in Kemzeke, Second Home in Berlijn en de tentoonstellingen waarvan hij zelf curator was.

## Galerij (reeksen)[49]
- Dog Years: 2019-2020
- One Million Years BC: 2017 -2018
- Barbizon: 2016-2018
- The Trophy: 2010-2014
- Wunderkammer: 2012-2016
- Greenhouse: 2012-2015
- Waldeinsamkeit: 2011
- Menschen, Tiere, Sensationen: 2009-2020
- Panorama: 2006-2019
- Theaterdecors
- Souvenier Exotiques: 2004-2006
- Madagascar: 2001-2016
- Fossils: 1999-2000